# Clusiodes pictipes
Clusiodes pictipes is een vliegensoort uit de familie van de Clusiidae. De wetenschappelijke naam van de soort is voor het eerst geldig gepubliceerd in 1855 door Zetterstedt.